# Степски божур
Степски, усколисни, танколисни или црвени божур (лат. Paeonia tenuifolia), је биљка упадљиво црвених цветова. Дугогодишња је зељаста биљка, листова који су издељени у веома уске линеарне листиће. Цвета у априлу и мају месецу. Типична станишта су суви, песковити, степско-травни предели, кречњаци и вртаче. Може се наћи на Делиблатској пешчари, изнад села Одоровци (општина Димитровград) и у околини места Скробница (општина Књажевац).
Лековитост ове биљке позната је од давнина тако да и њено име одатле води порекло. По Хомеру лекар богова звао се Пеон који је излечио Плутона биљком названом Пеонија. Танки, нежни листови објашњени су у имену врсте: лат.  — „танколистан”.

## Угроженост
У Србији је једна од пет угрожених врста дивљег божура. Због несавесног брања данас је постао реткост, док јој највећу опасност од нестанка представља изостанак испаше.

## Галерија
- Станиште степског божура
Делиблатска пешчара
- Станиште степског божура
Делиблатска пешчара
- Станиште степског божура
- Станиште степског божура
- Станиште степског божура
- Пупољак степског божура
- Цвет степског божура
- Цвет степског божура
- Плод степског божура
- Степски божур
- Степски божур